# VI Premis Goya
La VIa edició dels Premis Goya (oficialment en castellà: Premios Anuales de la Academia "Goya") va tenir lloc al Palau de Congressos de la ciutat de Madrid (Espanya) el 7 de març de 1992 i fa referència a aquelles produccions realitzades el 1991.
La presentació de la gala va anar a càrrec dels actors Aitana Sánchez-Gijón i José Coronado. Fou retransmesa per Antena 3.
La gran guanyadora de la nit fou Amantes de Vicente Aranda, que es feu amb els dos guardons més importants (pel·lícula i director) si bé no aconseguí cap altre premi de les 5 nominacions restants. Alas de mariposa de Juanma Bajo Ulloa donà la sorpresa al guanyar els 3 premis als quals optava, entre ells actriu (per a Sílvia Munt) i guió original. Així mateix El rey pasmado d'Imanol Uribe aconseguí guanyar 8 premis de les 14 nominacions que tenia, la major part d'ells de caràcter tècnic, i Beltenebros de Pilar Miró 3 premis de 10 nominacions.

## Nominats i guanyadors
| Millor pel·lícula | Millor director |
| --- | --- |
| - Amantes - Don Juan en los infiernos - El rey pasmado | - Vicente Aranda per Amantes - Pilar Miró per Beltenebros - Imanol Uribe per El rey pasmado |
| Millor actor | Millor actriu |
| - Fernando Guillén per Don Juan en los infiernos - Gabino Diego per El rey pasmado - Jorge Sanz per Amantes                                                            | - Sílvia Munt per Alas de mariposa - Victoria Abril per Amantes - Maribel Verdú per Amantes |
| Millor actor secundari | Millor actriu secundària |
| - Juan Diego per El rey pasmado - José Luis Gómez per Beltenebros - Javier Gurruchaga per El rey pasmado                                                               | - Kiti Mánver per Todo por la pasta - María Barranco per El rey pasmado - Cristina Marcos per Tacones lejanos |
| Millor guió original | Millor guió adaptat |
| - Juanma Bajo Ulloa i Eduardo Bajo Ulloa per Alas de mariposa - Álvaro del Amo, Carlos Pérez Merinero i Vicente Aranda per Amantes - Luis Marías per Todo por la pasta | - Joan Potau i Gonzalo Torrente Malvido per El rey pasmado - Mario Camus, Juan Antonio Porto i Pilar Miró per Beltenebros - Carmen Rico Godoy per Cómo ser mujer y no morir en el intento                         |
| Millor director novell | Millor pel·lícula hispanoamericana |
| - Juanma Bajo Ulloa per Alas de mariposa - Ana Belén per Cómo ser mujer y no morir en el intento - Manuel Gómez Pereira per Salsa rosa                                 | - La frontera de Ricardo Larraín ( Xile) - Hello Hemingway de Fernando Pérez Valdés ( Cuba) - Técnicas de duelo: una cuestión de honor de Sergio Cabrera ( Colòmbia) - Jericó de Luis Alberto Lamata ( Veneçuela) |
| Millor fotografia | Millor muntatge |
| - Javier Aguirresarobe per Beltenebros - Carlos Suárez per Don Juan en los infiernos - Hans Burmann per El rey pasmado                                                 | - José Luis Matesanz per Beltenebros - Teresa Font per Amantes - José Salcedo per Tacones lejanos |
| Millor direcció artística | Millor vestuari |
| - Félix Murcia per El rey pasmado - Fernando Sáenz i Luis Vallés per Beltenebros - Wolfgang Burmann per Don Juan en los infiernos                                      | - Javier Artiñano per El rey pasmado - Yvonne Blake per Don Juan en los infiernos - José María de Cossío per Tacones lejanos                                                                                      |
| Millor so | Millor música |
| - Gilles Ortion i Ricard Casals per El rey pasmado - Carlos Faruolo, Manuel Cora i Alberto Herena per Beltenebros - Jean-Paul Mugel per Tacones lejanos                | - José Nieto per El rey pasmado - Alejandro Massó per Don Juan en los infiernos - Bernardo Bonezzi per Todo por la pasta                                                                                          |
| Millor maquillatge | Millors efectes especials |
| - Romana González i Josefa Morales per El rey pasmado - Juan Pedro Hernández per Beltenebros - Gregorio Ros i Jesús Moncusí i Vallverdú per Tacones lejanos            | - Reyes Abades per Beltenebros - Carlo de Marchis per Capità Escalaborns - Kit West per Todo por la pasta |
| Millor direcció de producció | Millor curtmetratge de ficció |
| - Andrés Santana per El rey pasmado - José Luis García Arrojo per Beltenebros - Alejandro Vázquez per Don Juan en los infiernos                                        | - La viuda negra de Jesús R. Delgado - Eduardo de Diana de Petri - La doncella virtuosa de Vicente Pérez - Ni contigo ni sin ti de Gerardo Herrero                                                                |
| Goya d'honor | |
| - Emiliano Piedra (productor) | |